# NGC 6412
NGC 6412 је спирална галаксија у сазвежђу Змај која се налази на NGC листи објеката дубоког неба.
Деклинација објекта је + 75° 42' 17" а ректасцензија 17h 29m 36,9s. Привидна величина (магнитуда) објекта NGC 6412 износи 11,6 а фотографска магнитуда 12,3. Налази се на удаљености од 23,5000 милиона парсека од Сунца. NGC 6412 је још познат и под ознакама UGC 10897, MCG 13-12-26, CGCG 355-34, CGCG 356-4, VV 444, ARP 38, KARA 813, KAZ 146, IRAS 17313+7544, PGC 60393.